# Bronte Campbell
Bronte Campbell (Blantire, 14 de maio de 1994) é uma nadadora australiana, campeã olímpica.

## Carreira

### Rio 2016
Campbell competiu nos 50 m livre da natação nos Jogos Olímpicos de Verão de 2016, ficando em sétimo lugar na final, e conquistou a medalha de ouro com o revezamento 4x100 metros livre.